# Spanyol farkas
A spanyol farkas (Canis lupus deitanus), a farkas (Canis lupus) eurázsiai alfaja.
Csak Spanyolország területén élt. Kihalt alfaj.